# Metavermilia gravitesta
Metavermilia gravitesta är en ringmaskart som beskrevs av Imajima 1978. Metavermilia gravitesta ingår i släktet Metavermilia och familjen Serpulidae. Inga underarter finns listade i Catalogue of Life.